# Carlos Jerónimo
Carlos Jerónimo (31 de agosto de 1990, Municipio de Xonacatlán, Estado de México, México) es un futbolista mexicano, juega como mediocampista y actualmente se encuentra sin equipo.

## Estadísticas
Actualizado al último partido jugado el 2 de marzo de 2019.
| Potros UAEM · México                                    | 3ª            | 2010          | 13  | 1  | -  | - | - | - | 13  | 1  |
| Potros UAEM · México                                    | 3ª            | 2010-11       | 29  | 3  | -  | - | - | - | 29  | 3  |
| Potros UAEM · México                                    | 3ª            | 2011-12       | 27  | 4  | -  | - | - | - | 27  | 4  |
| Potros UAEM · México                                    | 3ª            | 2012-13       | 30  | 10 | -  | - | - | - | 30  | 10 |
| Potros UAEM · México                                    | 3ª            | 2013-14       | 29  | 4  | -  | - | - | - | 29  | 4  |
| Potros UAEM · México                                    | 3ª            | 2014-15       | 31  | 4  | -  | - | - | - | 31  | 4  |
| Potros UAEM · México                                    | 2ª            | 2016-17       | 10  | 0  | 2  | 0 | - | - | 12  | 0  |
| Potros UAEM · México                                    | 2ª            | 2017-18       | 12  | 0  | 1  | 0 | - | - | 13  | 0  |
| Potros UAEM · México                                    | 2ª            | 2018-19       | 16  | 1  | 4  | 1 | - | - | 20  | 2  |
| Potros UAEM · México                                    | Total club    | Total club    | 197 | 27 | 7  | 1 | 0 | 0 | 204 | 28 |
| Atlante F. C. · México                                  | 2ª            | 2015-16       | 2   | 0  | 6  | 0 | - | - | 8   | 0  |
| Atlante F. C. · México                                  | Total club    | Total club    | 2   | 0  | 6  | 0 | 0 | 0 | 8   | 0  |
| Total carrera                                           | Total carrera | Total carrera | 199 | 27 | 13 | 1 | 0 | 0 | 212 | 28 |
| (1)Incluye datos de la Copa México. (2)Incluye datos de |               |               |     |    |    |   |   |   |     |    |